# Rhamphomyia lapponica
Rhamphomyia lapponica is een vliegensoort uit de familie van de dansvliegen (Empididae). De wetenschappelijke naam van de soort is voor het eerst geldig gepubliceerd in 1955 door Frey.